# Stiphrosoma fissum
Stiphrosoma fissum är en tvåvingeart som beskrevs av Rohacek 1996. Stiphrosoma fissum ingår i släktet Stiphrosoma och familjen sumpflugor. Inga underarter finns listade i Catalogue of Life.